# Margareta av Burgund

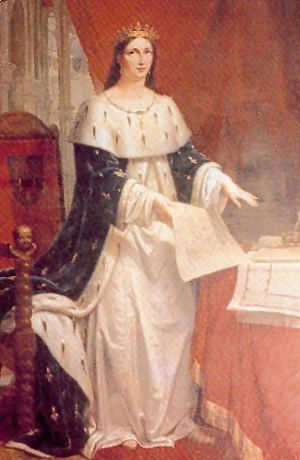
Margareta av Burgund

Margareta av Burgund, född 1250, död 1308, var en drottning av Sicilien och Neapel; gift 1268 med kung Karl I av Anjou. Hon var dotter till greve Odo av Nevers och Margareta av Dampierre. Hon var också regerande vasallgrevinna av Tonnere i Frankrike 1262–1308.
Hennes äktenskap var barnlöst. Efter makens död 1285 återvände hon till sitt grevedömme Tonnere i Frankrike, där hon bosatte sig med Margareta av Brienne och den latinska titulärkejsarinnan Catherine I de Courtenay. De ska ha levt ett liv i böner och välgörenhet, och Margareta av Burgund själv grundade sjukhuset l’Hospice des Fontenilles.   